# Троицкий храм (Улан-Удэ)
Храм Святой Троицы — православный храм, один из памятников русской архитектуры конца XVIII века в Забайкалье. Храм был возведён в 1798—1809 годы в городе Улан-Удэ (до 1934 года — Верхнеудинск). Расположен в Горсаде — центральном парке Советского района города.
Относится к Улан-Удэнской епархии Бурятской митрополии РПЦ.

## История
Первоначальная деревянная кладбищенская церковь в честь Святой Троицы в Верхнеудинске существовала с 1770 года и была приписной к Одигитриевскому собору. В 1798—1809 годах был возведён новый каменный храм. Начал строительство верхнеудинский купец Василий Пахолков, а завершил купец Афанасий Налётов.
Главный храм Святой Троицы освятили в 1816 году. Северный придел в честь Покрова Божией Матери был освящён в 1818 году. Значительно позже построен южный придел в честь Святителя Иннокентия Иркутского чудотворца, освящённый в 1856 году. В 1857 году начали строить каменную ограду кладбища.
С закрытием в 1929 году Одигитриевского собора храм Святой Троицы стал главной православной церковью в городе .
В 1940 году Свято-Троицкую церковь закрыли. В здании храма расположился склад кинопроката.
В 1949 году было снесено кладбище и вскоре это место переоборудовали в городской сад, к зданию церкви пристроили танцплощадку. Планировалось в здании храма открыть музей архитектуры Улан-Удэ.
29 сентября 1971 года Совет Министров Бурятской АССР принял здание Свято-Троицкой церкви на государственную охрану.
Здание храма с прилегающей территорией передано Русской Православной Церкви 18 января 1988 года постановлением Совета Министров Бурятской АССР и приказом по Министерству культуры Республики Бурятия от 15 июня 1991 года. В 1988 году в храме начались ремонтные и реставрационные работы. Первое богослужение было проведено 28 декабря 1991 года. В 1992 году установлены кресты на куполах, а колокола — 14 сентября 1994 года.
С 15 сентября 1992 года по 29 марта 1994 года настоятелем храма был И. А. Арзуманов (с 1 декабря 1991 — клирик).

## Часовня Арсения
Одним из первых захоронений на Троицком кладбище была могила нижегородского иеромонаха Арсения, сосланного в 1767 году в Нерчинский Успенский монастырь. В 1773 году его перевели в Свято-Троицкий Селенгинский монастырь, по дороге в который Арсений умер 13 июня, не доезжая Верхнеудинска пяти вёрст. 14 июня 1773 года он был похоронен на кладбище Свято-Троицкой церкви. Позднее над могилой был построен склеп, а затем на средства купца И. Г. Байбородина каменная часовня, которая находилась у юго-западного угла церкви.
По ошибке считалось, что на кладбище похоронен Арсений (Мацеевич) — бывший митрополит Тобольский и Сибирский. С 1830-х или 1840-х годов в часовне хранилась икона «Преподобного Арсения Великаго», писанная в 1815 году иждивением купца Логина Савватиевича Орлова. 6 мая, в день памяти Преподобного Арсения Великого, в Верхнеудинске обыкновенно совершалась заупокойная литургия в Троицкой кладбищенской церкви и отправлялась в усыпальнице Арсения большая панихида.

## Галерея

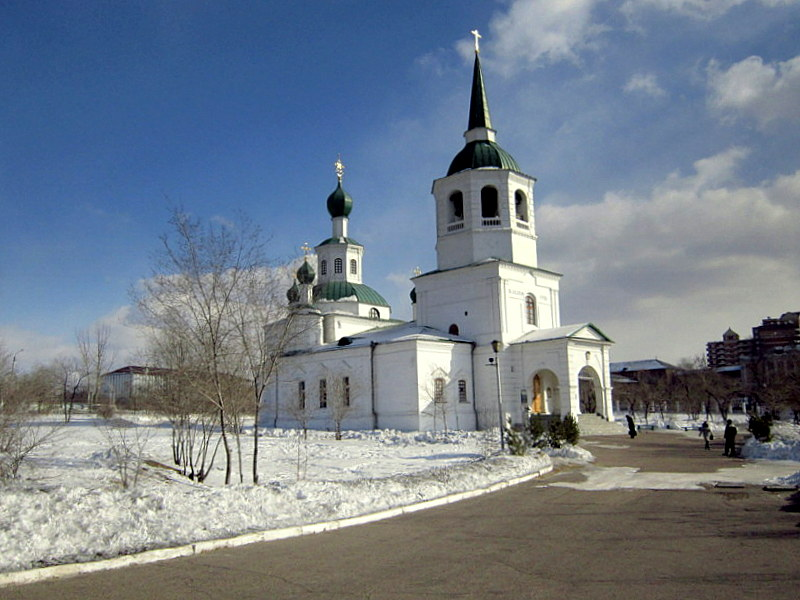
Северный фасад
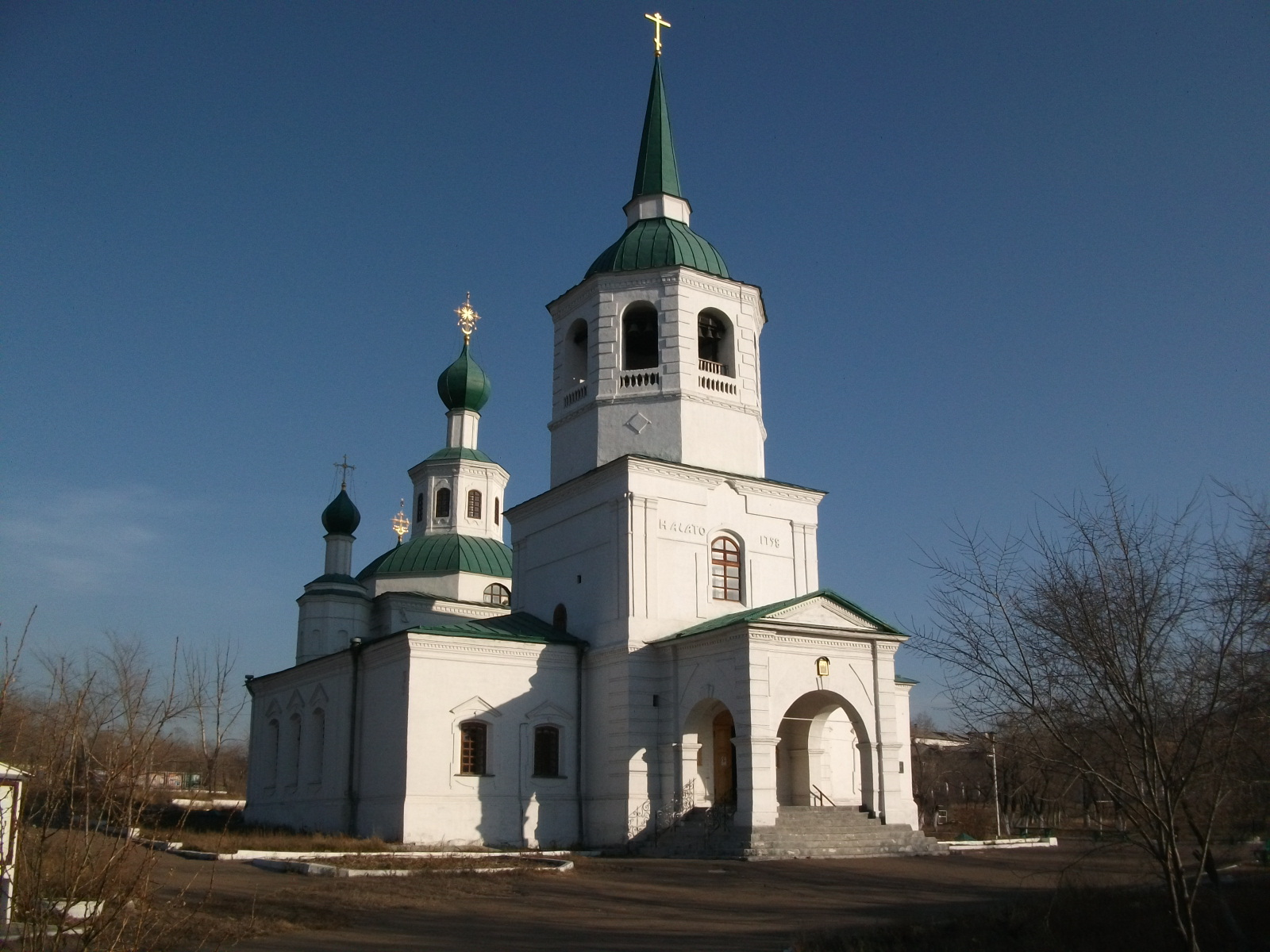
Западный фасад
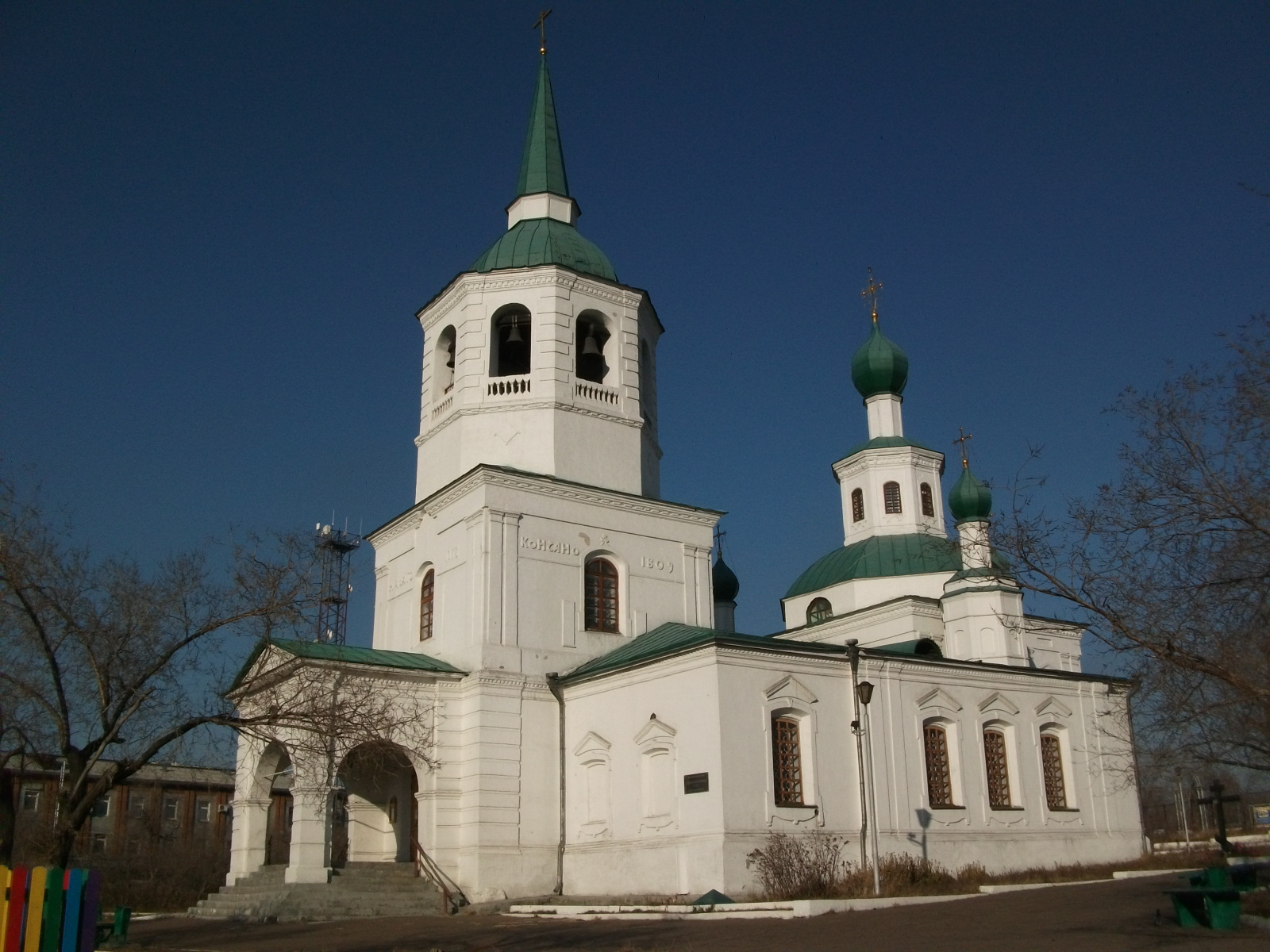
Южный фасад
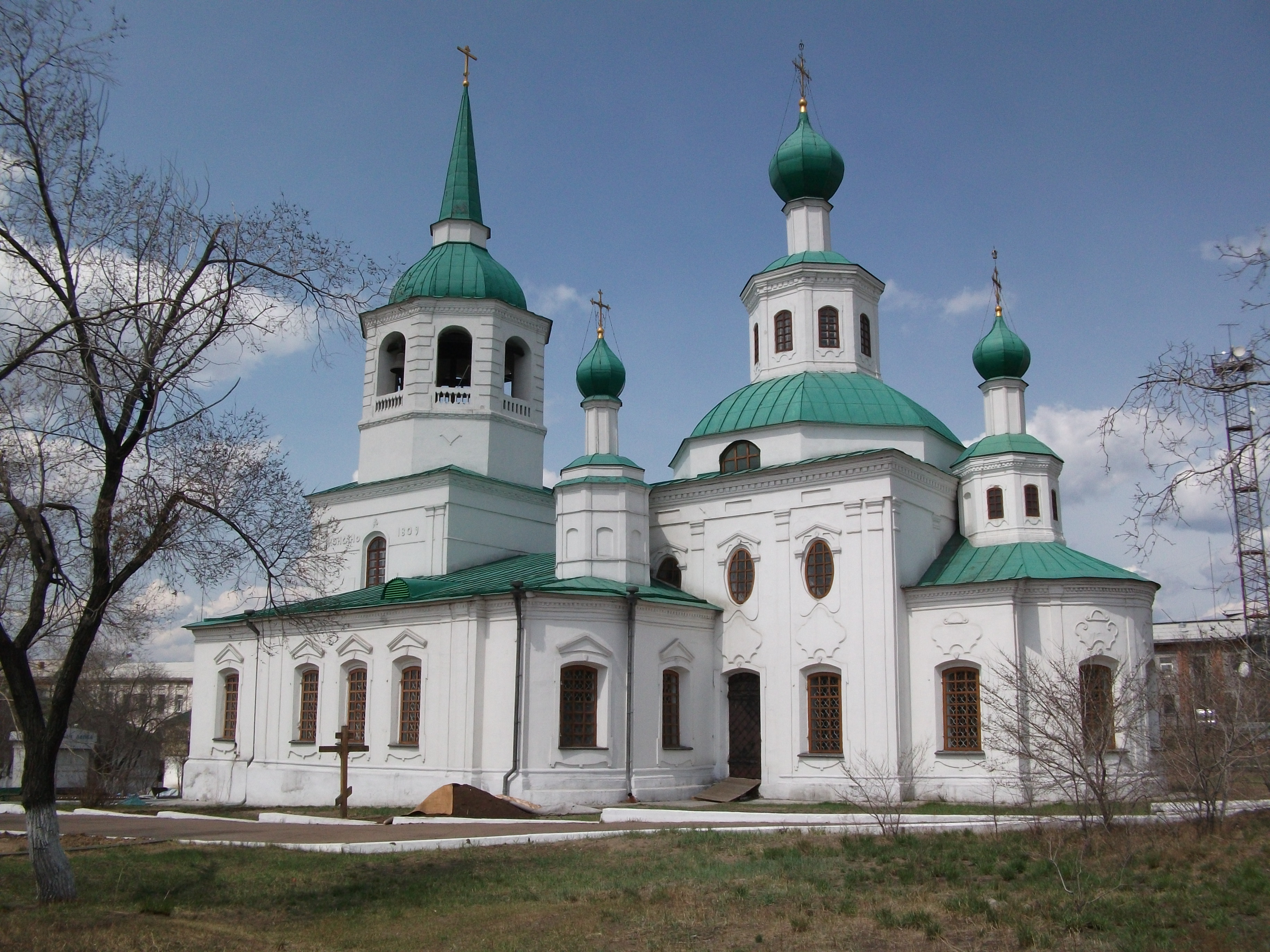
Южный фасад
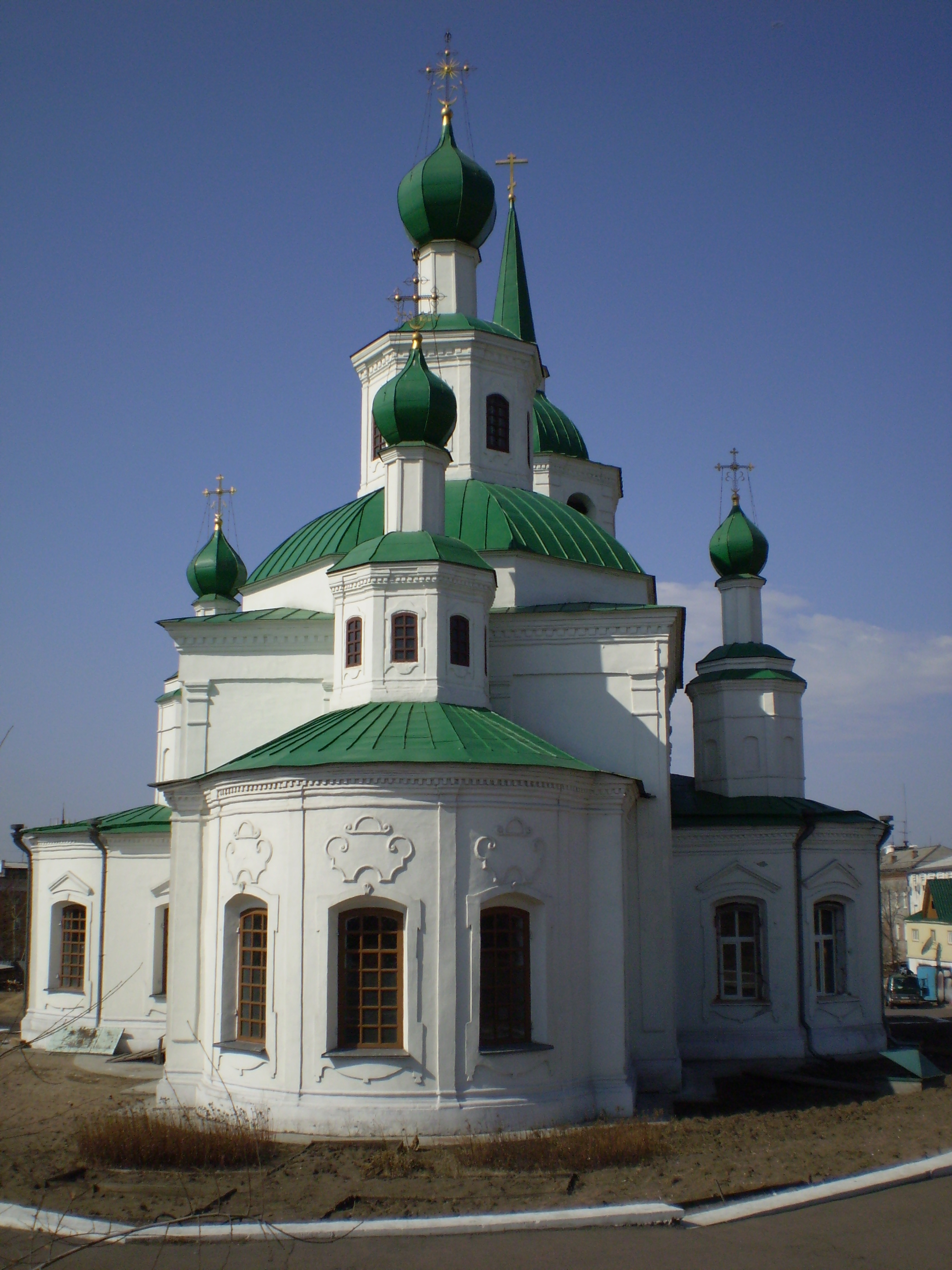
Восточный фасад

## Духовенство
- Настоятель храма иерей Андрей Савин

иерей Константин Языков
иерей Андрей Деревцов
диакон Николай Чуфенев